# Вашингтон (Пенсилванија)
Вашингтон (енгл. Washington) град је у америчкој савезној држави Пенсилванија. По попису становништва из 2010. у њему је живело 13.663 становника.

## Демографија
Према попису становништва из 2010. у граду је живело 13.663 становника, што је 1.605 (10,5%) становника мање него 2000. године.
| Група             | 2000.          | 2010.          |
| Белци             | 12.439 (81,5%) | 10.522 (77,0%) |
| Афроамериканци    | 2.229 (14,6%)  | 2.172 (15,9%)  |
| Азијати           | 69 (0,5%)      | 98 (0,7%)      |
| Хиспаноамериканци | 144 (0,9%)     | 249 (1,8%)     |
| Укупно            | 15.268         | 13.663         |